# Бун (Мічиган)
Бун (англ. Boon) — переписна місцевість (CDP) в США, в окрузі Вексфорд штату Мічиган. Населення — 90 осіб (2020).

## Географія
Бун розташований за координатами 44°17′17″ пн. ш. 85°35′51″ зх. д. / 44.28806° пн. ш. 85.59750° зх. д. (44.288019, -85.597514).  За даними Бюро перепису населення США в 2010 році переписна місцевість мала площу 4,55 км², уся площа — суходіл.

## Демографія
Згідно з переписом 2010 року, у переписній місцевості мешкало 167 осіб у 68 домогосподарствах у складі 48 родин. Густота населення становила 37 осіб/км².  Було 77 помешкань (17/км²).
Расовий склад населення:
| - 98,2 % — білих - 0,6 % — азіатів |

До двох чи більше рас належало 1,2 %. Частка іспаномовних становила 0,0 % від усіх жителів.
За віковим діапазоном населення розподілялося таким чином: 21,6 % — особи молодші 18 років, 69,4 % — особи у віці 18—64 років, 9,0 % — особи у віці 65 років та старші. Медіана віку мешканця становила 39,6 року. На 100 осіб жіночої статі у переписній місцевості припадало 116,9 чоловіків;  на 100 жінок у віці від 18 років та старших — 122,0 чоловіків також старших 18 років.
Середній дохід на одне домашнє господарство  становив 46 277 доларів США (медіана — 45 625), а середній дохід на одну сім'ю — 44 620 доларів (медіана — 43 750). За межею бідності перебувало 12,2 % осіб, у тому числі 15,8 % дітей у віці до 18 років та 5,6 % осіб у віці 65 років та старших.
Цивільне працевлаштоване населення становило 83 особи. Основні галузі зайнятості: виробництво — 34,9 %, роздрібна торгівля — 19,3 %, оптова торгівля — 16,9 %.